# Таміка ангольська
Та́міка ангольська (Cisticola bulliens) — вид горобцеподібних птахів родини тамікових (Cisticolidae). Мешкає в Анголі і Демократичній Республіці Конго.

## Підвиди
Виділяють два підвиди:
- C. b. septentrionalis Tye, 1992 — північно-західна Ангола і південний захід ДР Конго;
- C. b. bulliens Lynes, 1930 — центрально-західна і південно-західна Ангола.

## Поширення і екологія
Ангольські таміки поширені в Кабінді, конголезькій провінції Центральне Конго і на ангольському узбережжі. Вони живуть в сухій савані і на сухих луках.